# Acrotritia granulata
Acrotritia granulata är en kvalsterart som först beskrevs av Sandór Mahunka 1999.  Acrotritia granulata ingår i släktet Acrotritia och familjen Euphthiracaridae. Inga underarter finns listade i Catalogue of Life.